# 石静霞
石静霞（1970年8月—），女，河南济源人，中国国际经济法学家、博士，现任对外经济贸易大学法学院院长、教授。2017年当选第八届“全国十大杰出青年法学家”。

## 生平
1992年毕业于武汉大学法学院法学专业、图书情报学院档案学专业，获法学士和文学士双学位。1995年取得武大法学院国际经济法硕士学位，1998年取得武大法学院国际经济法法学博士。
1998年8月进入对外经济贸易大学法学院任教，任讲师。2001年升为副教授。2002年升为教授。2007年取得耶鲁大学法学院法学硕士学位。2011年取得耶鲁法学院法学博士学位。2011年12月，任对外经济贸易大学法学院副院长；2014年4月任法学院院长。

## 社会兼职
- 中国国际经济法学会副会长
- 中国法学会世界贸易组织法研究会副会长兼秘书长
- 国务院学位委员会第七届学科评议组法学评议组成员
- 教育部法学类高等教育指导委员会成员
- 全国法律硕士教育指导委员会委员[2]
- 世界银行投资争议解决中心（ICSID）调解员